# Winand M. Wigger

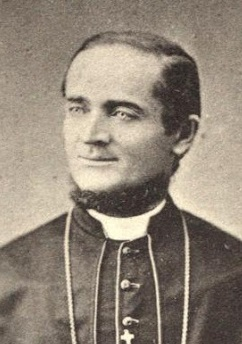
Winand M. Wigger

Winand Michael Wigger (* 9. Dezember 1841 in New York City; † 5. Januar 1901 in Newark) war ein US-amerikanischer Geistlicher und der dritte römisch-katholische Bischof von Newark.

## Leben
Winand M. Wigger, Sohn westfälischer Einwanderer, studierte am Seton Hall College und am Brignole Sale College in Genua. Am 10. Oktober 1865 empfing er in Genua das Sakrament der Priesterweihe für das Bistum Newark.
Nach zwei Jahren als Seelsorger an der Kathedrale von Newark ging er zu einem Doktoratsstudium nach Rom. Nach seiner Rückkehr im Jahr 1869 war er in verschiedenen Pfarreien tätig.
Am 2. August 1881 ernannte Papst Leo XIII. Wigger zum Bischof von Newark und gliederte gleichzeitig das Bistum Trenton aus dem bisherigen Bistumsterritorium aus. Die Bischofsweihe spendete ihm sein Vorgänger Michael Augustine Corrigan, Koadjutorerzbischof von New York, am 18. Oktober desselben Jahres. Mitkonsekratoren waren der Bischof von Brooklyn, John Loughlin, und der Bischof von Rochester, Bernard John Joseph McQuaid.
Als Bischof setzte er sich für den Erhalt der deutschsprachigen Gemeinden und Schulen ein, trat gegen Bestrebungen für eine von Europa unabhängige amerikanische Nationalkirche auf und legte den Grundstein der heutigen Kathedrale von Newark.